# 人工呼吸
人工呼吸（じんこうこきゅう、英: Artificial ventilation or Artificial respiration）とは、外呼吸ないしは内呼吸による体内のガス交換全般を指す代謝過程である呼吸を補助または刺激する手段である。呼吸をしていない人や十分な呼吸ができない人に手動で空気を供給する形をとることもあれば（用手換気）、全身麻酔による手術中や昏睡状態、重症外傷などで自力で呼吸できない人に対して、人工呼吸器を使って肺に空気を出し入れする形をとることもある（機械換気）。

## 方式

### 用手換気

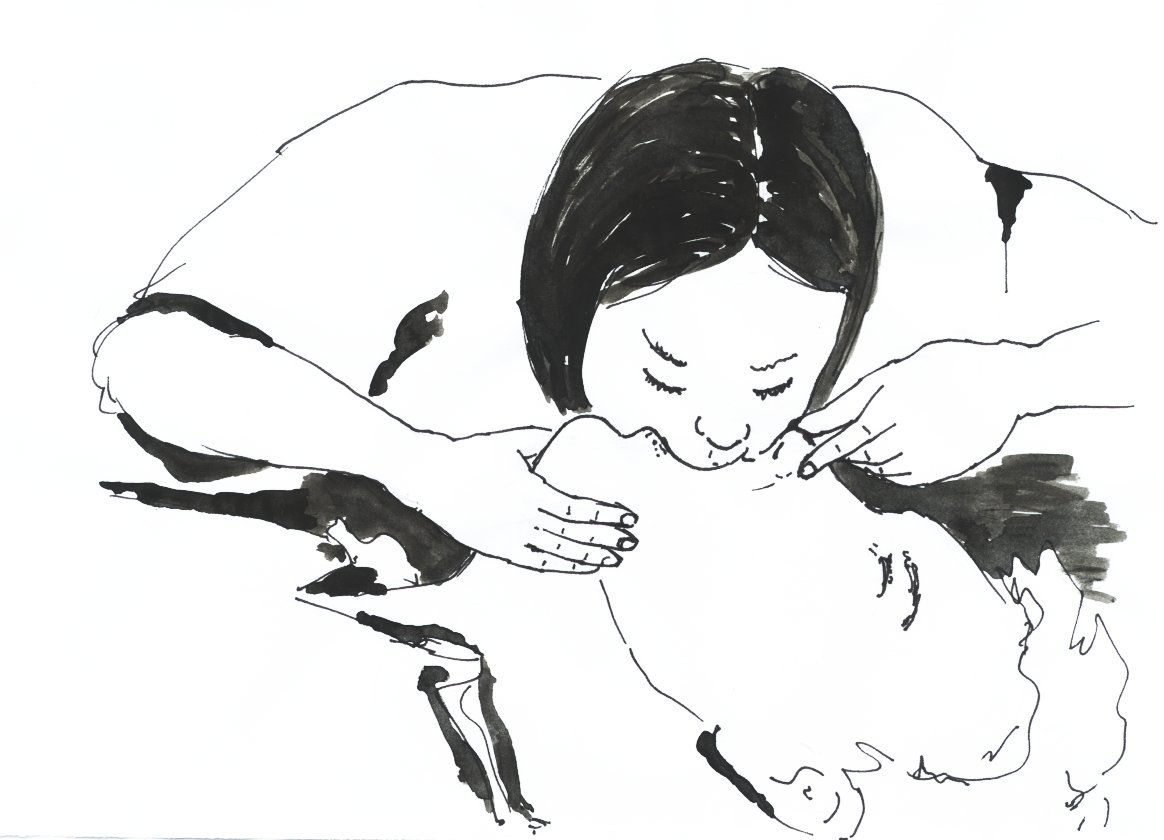
口対口人工呼吸

肺換気（外呼吸）は、救助者が患者の肺に息を吹き込む（口対口人工呼吸）か、器具を使用して肺を手動で送気する（バッグバルブマスク換気）ことによって達成される。この送気法は、シルベスター法（後述）など患者の胸や腕を外的に操作する方法よりも効果的であることが証明されている。
口対口人工呼吸は、心肺蘇生法（CPR）の一部でもあり、応急処置に不可欠なスキルとなっている。また、溺水やオピオイド過剰摂取など、状況によっては口対口人工呼吸を単独で（胸骨圧迫を伴わずに）行うこともある。バッグバルブマスクやベローズ（呼吸回路の蛇腹様部分）の圧搾による用手換気は医師、看護師、救急隊員などの医療従事者によって行われる。

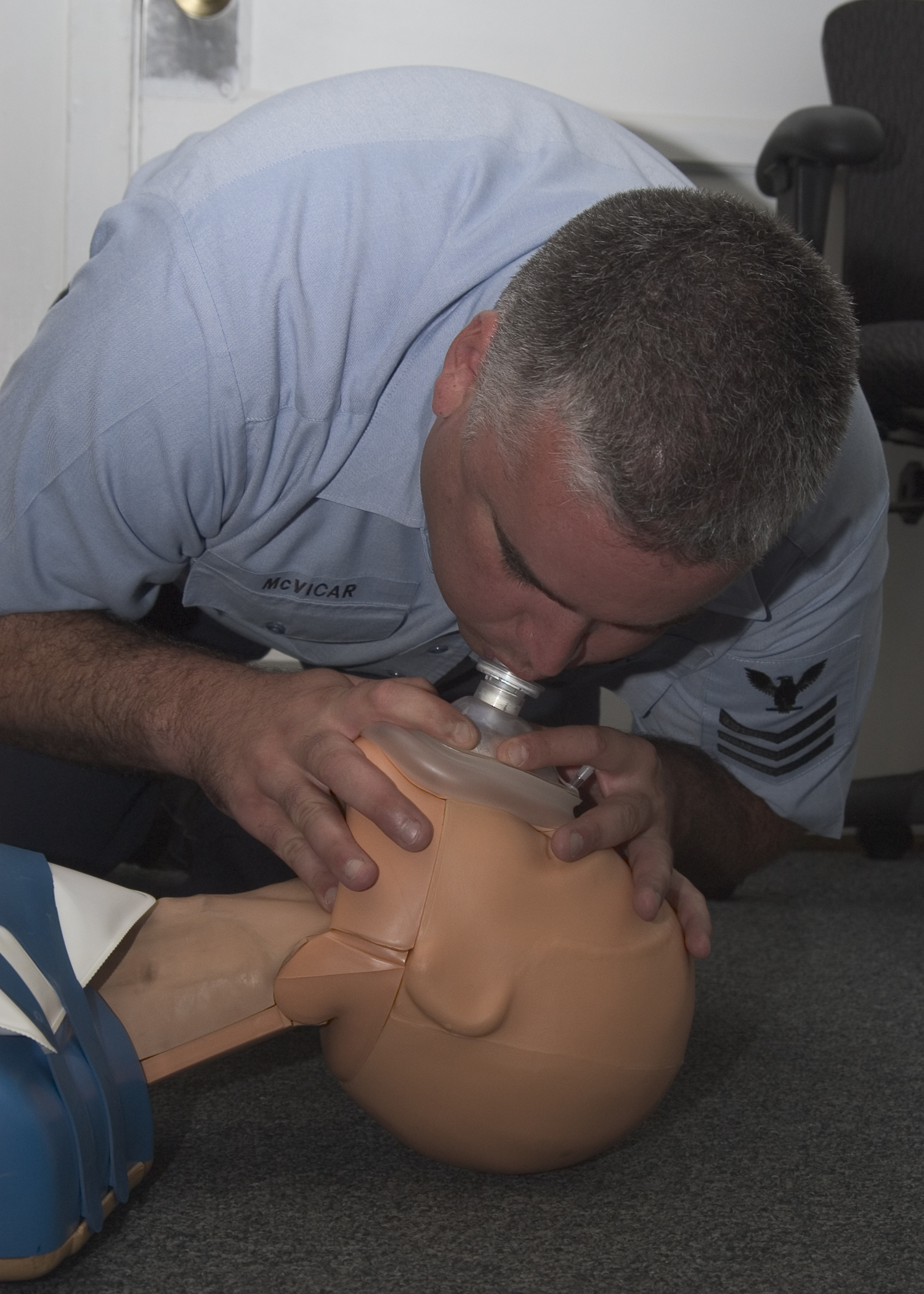
マスクでの人工呼吸
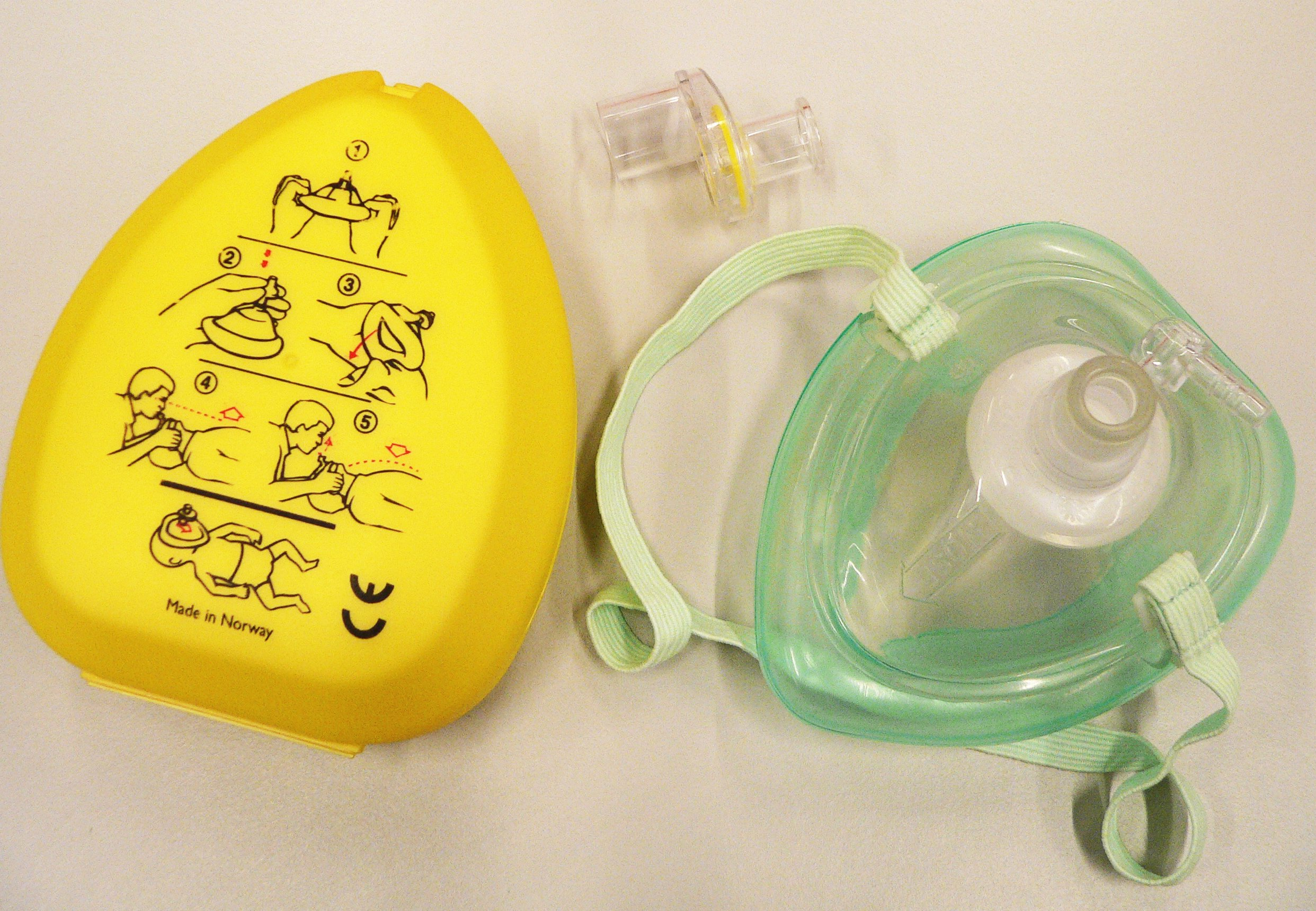
人工呼吸用のマスク

総務省消防庁のガイドラインによれば「心肺蘇生法においては、胸骨圧迫をまず行う」。その後、「救助者が人工呼吸の訓練を受けており、それを行う技術と意思がある場合」は気道確保し、呼吸の補助方法である人工呼吸も行う」ことと記述されている。血液や嘔吐物などにより感染の危険がある場合、人工呼吸を行わず、胸骨圧迫を続ける。人工呼吸用マウスピース等を使用しなくても感染危険は極めて低いといわれているが、感染防止の観点から、人工呼吸用マウスピース・マスク等を使用したほうがより安全とされている。

### 機械換気
機械換気とは、自発呼吸を機械的に補助または代替する方法である。人工呼吸器と呼ばれる機械を使用する。機械的換気は、口（気管チューブなど）や皮膚（気管切開など）を経由する器具を伴う場合、「侵襲的」と呼ばれる。機械換気には、空気（または別の混合ガス）を気管に押し込む陽圧換気と、空気がつまるところ肺に吸い込まれる陰圧換気があり、この2種類の人工呼吸器のモードに大別される。
気管挿管は、短期間の機械換気によく行われる。鼻（経鼻挿管）または口（経口挿管）からチューブを挿入し、気管内に進める。ほとんどの場合、空気漏れ（リーク）や誤嚥を防ぐために、膨張式カフを備えたチューブが使用される。カフ付きチューブによる挿管は、誤嚥を最も防ぐことができると考えられている。
気管チューブは、どうしても痛みや咳を伴うものである（侵襲という）。したがって、患者が意識不明、または他の理由で麻酔されていない限り、通常、チューブに耐えられるように鎮静剤が投与される。気管挿管の合併症として、上咽頭や中咽頭の粘膜の損傷、声門下狭窄などがある。
緊急時には、輪状甲状靭帯を外科的に切開して気道確保を行う輪状甲状靱帯切開が行われることもある。これは気管切開と似ているが、輪状甲状靭帯切開は緊急時にのみ行われる。これは通常、咽頭が完全に閉塞しているか、顎顔面に大きな損傷があり、他の補助器具が使用できない場合にのみ行われる。

### 神経刺激法
横隔膜ペーシングとは、横隔膜を規則的に神経刺激することである。歴史的には、体内に埋め込まれた受信機ないしは電極による横隔神経への電気刺激によって達成されてきたが、今日では横隔膜に経皮的ワイヤーを取り付けるという選択肢も存在する。

## 歴史

### 古代以前
ギリシャの医師ガレノスが、人工呼吸について初めて述べたと思われる：「死んだ動物を手に取り、葦を通して喉頭から空気を吹き込めば、その気管支を満たし、その肺が最も大きく膨らむのを見ることができる」。ヴェサリウスも葦や茎を動物の気管に挿入して換気することを記述している。

### 近代
1773年、イギリスの医師ウィリアム・ホーズ（1736-1808）は、外見上は溺死したように見える人々を蘇生させる人工呼吸の威力を公表し始めた。彼は、水に浸かってから適当な時間内に救出された遺体を持参した者には、1年間身銭を切って報酬を支払った。1767年に水難事故防止協会が設立されたアムステルダムに滞在し、同じテーマに関心を持ったイギリス人医師トーマス・コーガンも、ホーズの活動に参加した。1774年の夏、ホーズとコーガンはそれぞれ15人の友人を連れて、セント・ポール大聖堂のチャプター・コーヒーハウスで会合を開き、応急処置と蘇生のための運動団体として王立人道協会（Royal Humane Society）を設立した。その後、衛生的・効率的に肺に空気を送り込む器具の開発や方法の模索が行われた。当時の蘇生方法と器具は今日使われている方法に似ているものもあった。例えば、犠牲者の鼻孔に木管を入れて肺に空気を送り込むというものがあった。また、肛門からタバコの煙を吹き込み、腸の中に残っている生命を蘇らせるための柔軟な管を持つ蛇腹もあったが、呼吸の解明が進むにつれて廃止された。

### 陽圧換気の否定
1856年のイギリスの医師で生理学者のマーシャル・ホールの著作では、いかなる種類の蛇腹／陽圧換気も使用しないことが推奨されており、この見解は数十年にわたって支持された。1858年に登場した外部からの徒手操作の一般的な方法は、ヘンリー・ロバート・シルベスターが考案した「シルベスター法」で、患者を仰向きに寝かせて腕を頭上に上げて吸気を助け、次に胸部に押しつけて呼気を促すという方法だった。もう一つの手技である「伏臥位圧迫法」は、1903年にエドワード・シェイファー（Edward Sharpey Schafer）卿によって紹介された。これは患者をうつ伏せにして、肋骨の下部を圧迫するものである。この方法は、赤十字や同様の救急マニュアルで何十年にもわたって教えられてきた人工呼吸の標準的な方法であり、20世紀半ばに口対口人工呼吸が普及するまで続いた。
徒手操作の欠点から、1880年代の医師たちは、改良方法として用手換気を考案した。例えば、気管切開に空気を通すための蛇腹（ベローズ）と呼吸弁からなるジョージ・フェル博士の「フェル法」または「フェル・モーター」がある。彼はジョセフ・オドワイヤー博士と共同で、患者の気管にチューブを挿入・抜去するための器具と蛇腹より成るフェル・オドワイヤー装置も発明した。しかし、こうした方法はまだ有害とみなされ、長年採用されることはなかった。

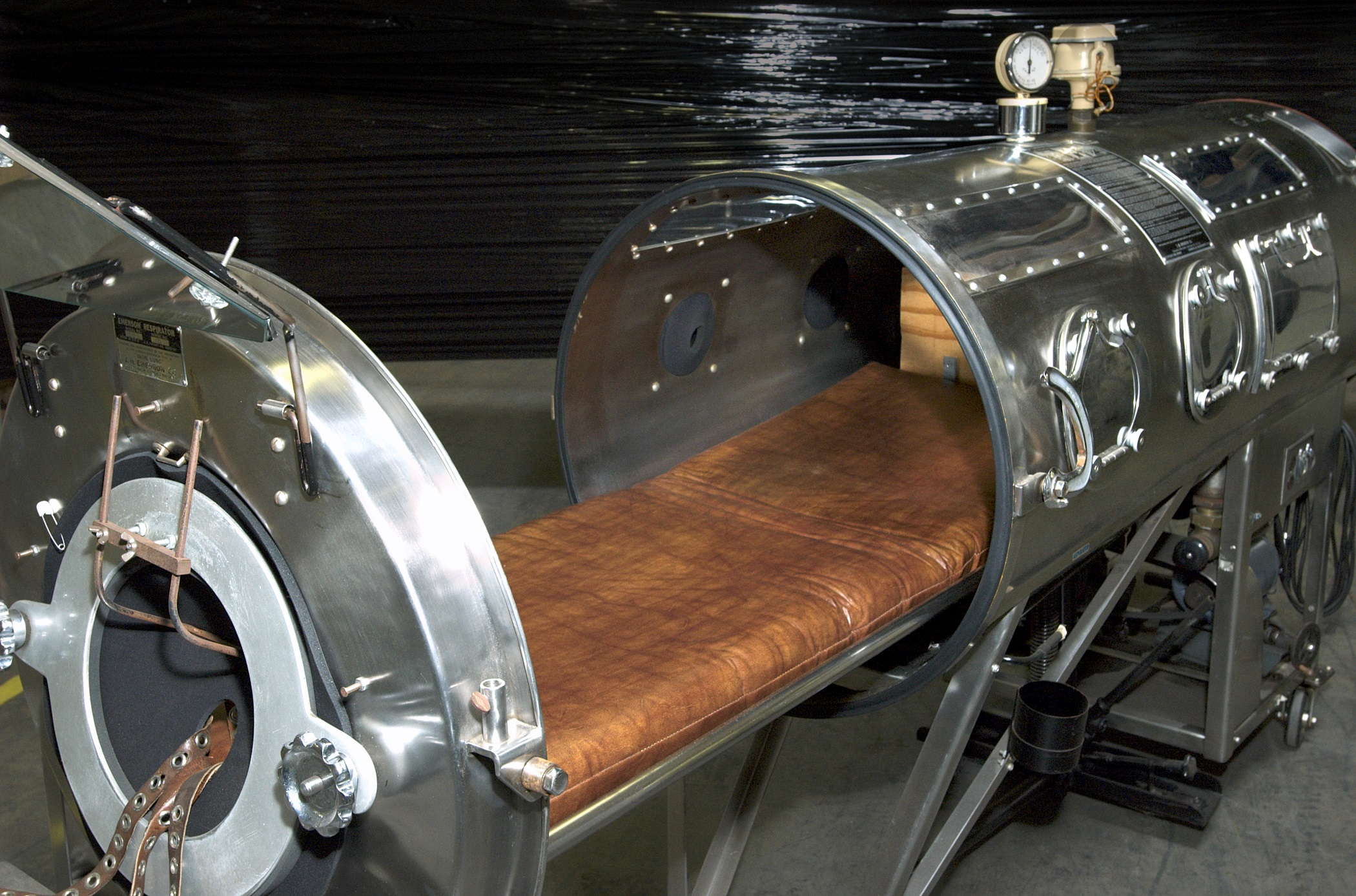
米国のポリオ患者が1950年代から2003年まで使用した鉄の肺(iron lung)。

### 陰圧換気の時代
1930年代、首から下の全身を機械の中に入れ、その機械の中を陰圧（大気圧未満）として胸腔に空気が吸入されるようにするという「鉄の肺」が開発された。しかし、これは大掛かりな設備であり、治療を受けられる患者の数は限られていた。

### ポリオの大流行と陽圧換気の再評価
長期人工呼吸の「出発」とも言えるのは、1952年のコペンハーゲンにおける急性灰白髄炎（ポリオ）の大流行による、小児麻痺への対応である。呼吸筋を動かす中心である脊髄前角が、ポリオウイルスによって冒されたため、子供たちは充分な呼吸ができず、次々と亡くなっていった。
これに対し、当時最も効果的な治療法であった「鉄の肺」は患者数に対して絶対的に不足していたため、やむを得ず気管切開を行い、麻酔器を用いて用手換気による人工呼吸を行うしかなかった。すると、鉄の肺を用いての呼吸管理は約80%の死亡率であったのに対し、麻酔器を用いて人工呼吸処置を受けた患者は約75%が救命された。しかしながら、莫大なマンパワーが必要で、この間、医学部の授業は中断され、当地の医学部の学生1400人が用手換気に駆り出された。この時期以降、現代の人工呼吸器の主流である、陽圧式の機械式の人工呼吸器の開発が急速に進められていった。
以後の歴史については人工呼吸器の歴史を参照。